# ピーターズバーグ駅
ピーターズバーグ駅（英語：Petersburg Station）はアメリカ合衆国バージニア州ピーターズバーグ サウス・ストリート3516にある駅。 全米各地を結ぶ旅客鉄道のアムトラックが乗り入れている。

## 概要
ピーターズバーグ駅はアポマトックス川の近くに位置しており、1階建てのレンガ造りの駅舎はアトランティック・コースト・ライン鉄道によって1955年に建設された。1980年代後半に待合室の拡張、新しい床、家具やインテリア壁の除去を含む小規模な修繕工事を施工した。バージニア州鉄道・公共交通機関省（Virginia DRPT）はリッチモンドとサウス・ハンプトン・ロードを結ぶ回廊を利用した高速鉄道計画がある。

## 利用可能な鉄道路線／列車
アムトラックの停車する列車は下記の通り。
ニューヨークとマイアミ間の夜行長距離列車シルバー・メティオ号…1日1往復停車
ニューヨークとマイアミ間の夜行長距離列車シルバー・スター号…1日1往復停車
ニューヨークとサバンナ間の昼行長距離列車パルメット号…1日1往復停車
ニューヨークとシャーロット間の昼行長距離列車カロリニアン号 …1日1往復停車
ニューヨークとノーフォーク間の昼行長距離列車ノースイースト・リージョナル…1日1往復停車

## バス
当駅から乗車できるバスは以下の通り。
路線バス： ピーターズバーグ地区交通 (Petersburg Area Transit)